# Jaime Paz Zamora
Jaime Paz Zamora (Cochabamba, 15 aprile 1939) è un politico boliviano. È stato Presidente della Bolivia dal 6 agosto 1989 al 6 agosto 1993.